# Thira (Regionalbezirk)
Der Regionalbezirk Thira (griechisch Περιφερειακή Ενότητα Θήρας Periferiakí Enótita Thíras) ist einer von 13 Regionalbezirken der griechischen Region Südliche Ägäis. Er wurde anlässlich der Verwaltungsreform 2010 aus sechs Inselgemeinden der ehemaligen Präfektur Kykladen gebildet und entspricht exakt dem Gebiet der ehemaligen Provinz Thira, die bis 1997 bestand. Proportional zu seinen 19.044 Einwohnern entsendet das Gebiet drei Abgeordnete in den Regionalrat, hat aber keine weitere politische Bedeutung als Gebietskörperschaft. Er gliedert sich heute in die fünf Gemeinden Anafi, Folegandros, Ios, Sikinos und Thira.